# 10月24日
10月24日（じゅうがつにじゅうよっか）は、グレゴリオ暦で年始から297日目（閏年では298日目）にあたり、年末まであと68日ある。

## できごと
- 69年 - ローマ内戦: 第2次ベドリアクムの戦い。
- 1648年 - 三十年戦争の講和条約・ヴェストファーレン条約調印。
- 1790年 - 三色旗がフランス海軍旗として制定。後に国旗となる。
- 1795年 - 3度目のポーランド分割により、ポーランド・リトアニア共和国が完全に領土を失う。
- 1812年 - ロシア戦役: マロヤロスラベツの戦い（英語版）。
- 1813年 - ロシア帝国とガージャール朝がゴレスターン条約を締結。
- 1844年 - フランス・清国間で黄埔条約締結。
- 1857年 - 現存する中では世界最古のサッカークラブ・シェフィールドFCが設立。
- 1876年 - 神風連の乱。
- 1886年 - ノルマントン号事件。
- 1890年 - 伊藤博文が初代貴族院議長に就任。
- 1894年 - 日清戦争: 山縣有朋率いる第1軍が鴨緑江作戦を開始。
- 1901年 - アニー・エドソン・テイラーが史上初めてナイアガラ滝を樽に入って下り、無事生還。
- 1917年 - 第一次世界大戦: カポレットの戦いが始まる。
- 1929年 - 暗黒の木曜日。ニューヨーク株式市場が大暴落し、世界恐慌が始まる。
- 1931年 - アル・カポネがクック郡刑務所に入所。
- 1931年 - ジョージ・ワシントン・ブリッジが開通。
- 1936年 - 柳宗悦が日本民藝館を創設。
- 1942年 - 第二次世界大戦: ガダルカナル島の戦いで第二師団が総攻撃を開始。
- 1944年 - 第二次世界大戦・レイテ沖海戦: 日本海軍の空母瑞鶴と戦艦武蔵が撃沈される。
- 1944年 - 第二次世界大戦・レイテ沖海戦: シブヤン海海戦。
- 1945年 - ソ連の批准により国際連合憲章が発効し、国際連合が発足。
- 1949年 - 映画『悲しき口笛』が封切り。美空ひばりが映画初出演。
- 1951年 - 日本社会党第8回臨時大会でサンフランシスコ講和条約に対する態度をめぐって左右両派に分裂。
- 1953年 - 保全経済会事件。匿名組合保全経済会が一方的に休業を宣言して出資金の支払いを停止。
- 1954年 - 三重県二見町小松池ノ浦で三重交通の観光バスが入り江に転落。13人が死亡、50人が重軽傷[1]。
- 1955年 - 国鉄、旅客整理係学生班（押し屋）を導入。
- 1960年 - ニェジェーリンの大惨事。ソ連のバイコヌール宇宙基地で発射台上の大陸間弾道ミサイルR-16が爆発。約120人が死亡。
- 1964年 - 10月10日から東京で行われていた第18回夏季オリンピックが閉幕。
- 1964年 - イギリス領北ローデシアがザンビア共和国として独立。
- 1965年 - F1メキシコGP決勝が行われ、ホンダが初優勝。
- 1971年 - 日本テレビ系列でアニメ「ルパン三世」シリーズ放送開始[2]
- 1975年 - ジョン・デロリアンがデロリアン・モーター・カンパニー（DMC）を創業。
- 1975年 - アイスランドで女性によるストライキ女性の休日が実施。
- 1976年 - 富士スピードウェイにて日本で初めてのF1日本GPが開催される。
- 1982年 - フジテレビ系の『笑っていいとも!増刊号』の放送がスタート。司会者はタモリ。
- 1986年 - テレビ朝日系の音楽番組『ミュージックステーション』放送開始。初代司会者は関口宏。
- 1997年 - ドイツとフランスを結ぶザールバーンが開業。
- 1998年 - アメリカの宇宙探査機「ディープ・スペース1号」が打ち上げ。
- 2003年 - ブリティッシュ・エアウェイズがコンコルドによる営業飛行を終了し、コンコルドが全機引退。
- 2003年 - 日本テレビプロデューサーによる視聴率操作が発覚。
- 2003年 - Mac OS X v10.3 Pantherが発売。
- 2005年 - 大西洋北部で史上最低気圧を記録したハリケーン「ウィルマ」が米国フロリダ半島に上陸。
- 2006年 - 高等学校必履修科目未履修問題が初めて発覚。
- 2006年 - 日本で携帯電話のナンバーポータビリティ制度が開始。
- 2018年 - 2015年からシリアで拘束されていた安田純平がトルコで解放[3]。
- 2018年 - 港珠澳大橋が開通[4]。
- 2018年 - Tリーグが開幕。
- 2024年 - 船井電機が破産手続開始。負債額は460億超。

## 誕生日

### 人物

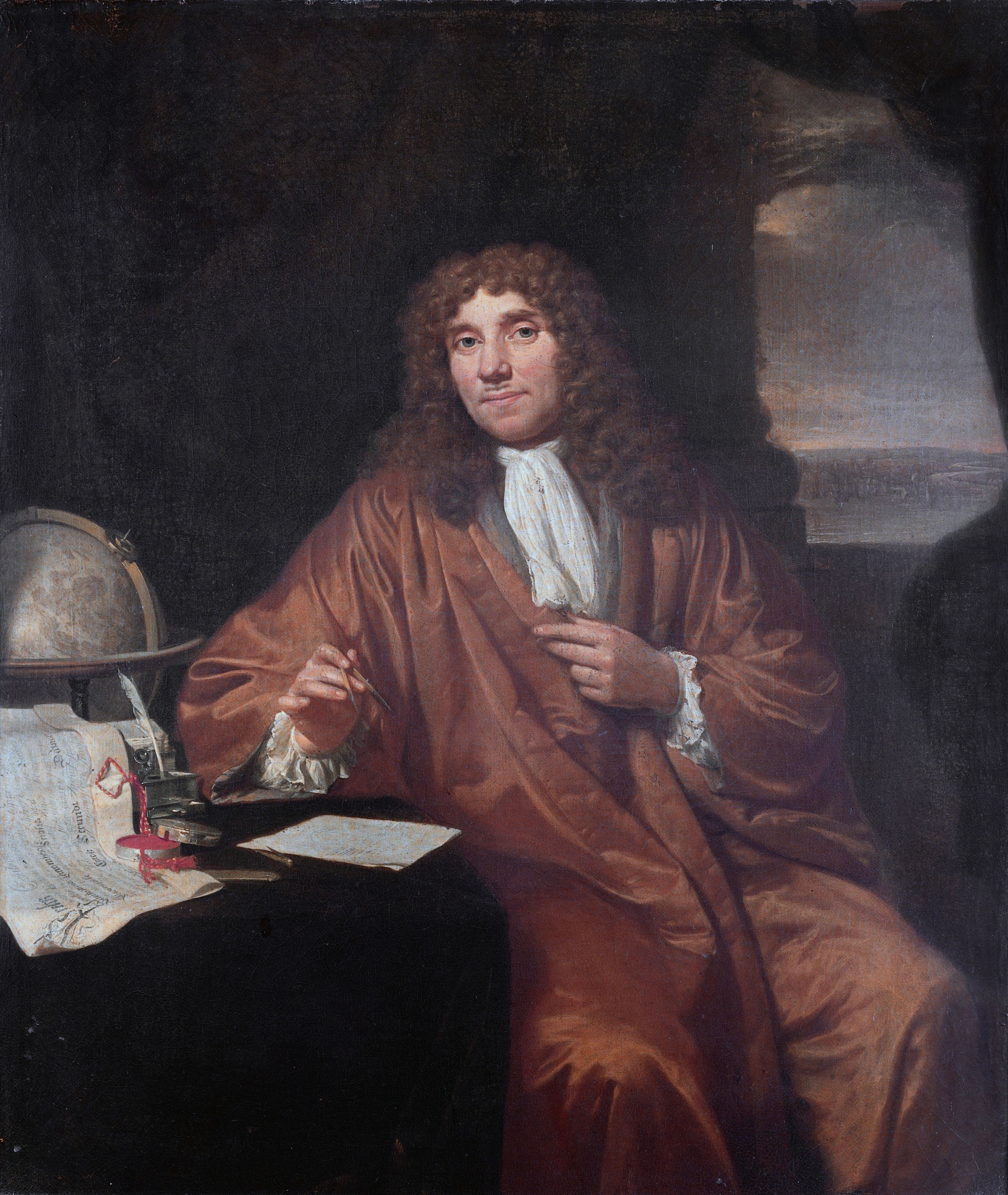
オランダの博物学者、アントニ・ファン・レーウェンフック(1632-1723)誕生。「微生物学の父」と称せられる。

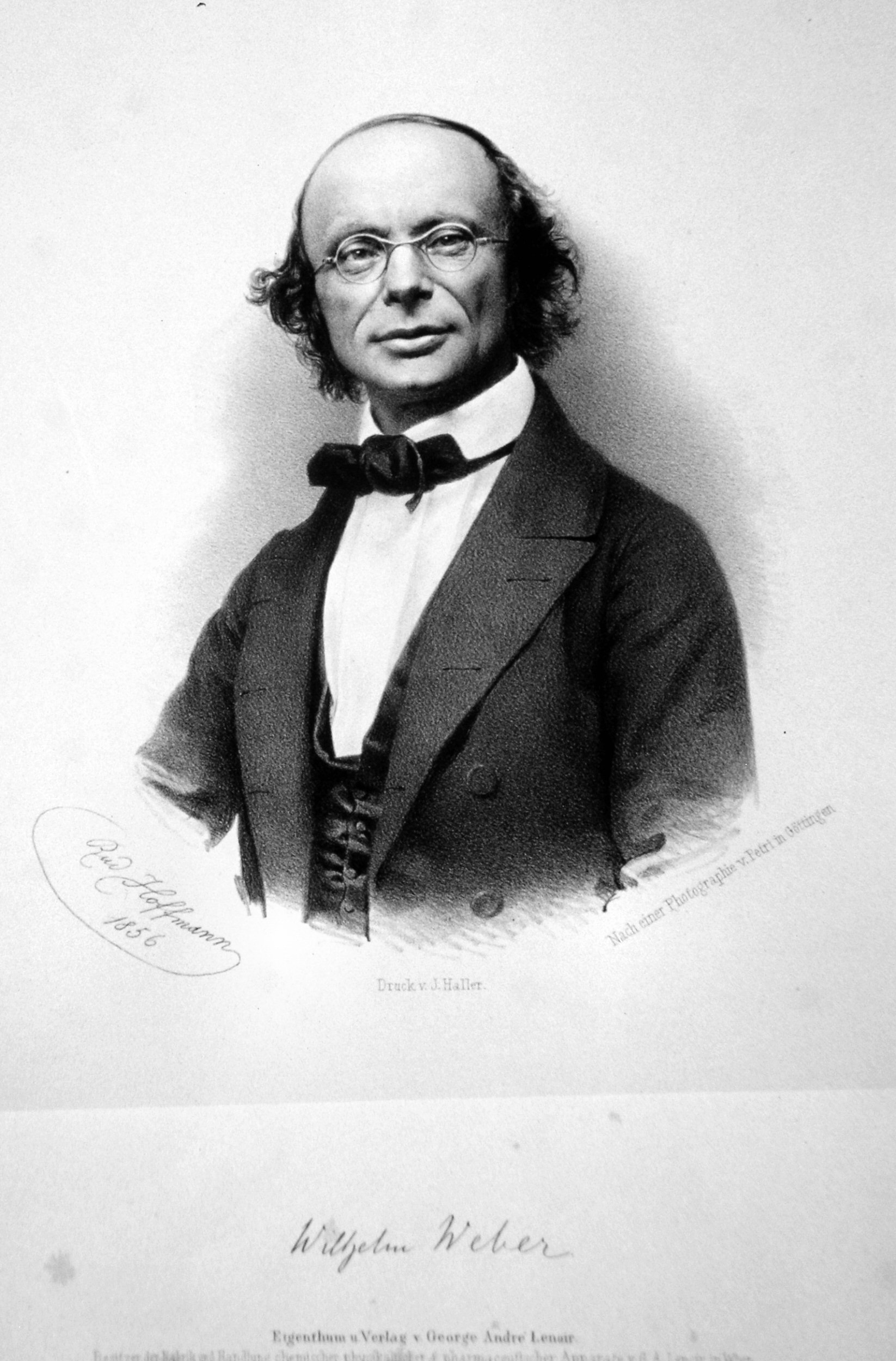
ドイツの物理学者、ヴィルヘルム・ヴェーバー(1804-1891)誕生。磁束の単位「ウェーバに名を残す。

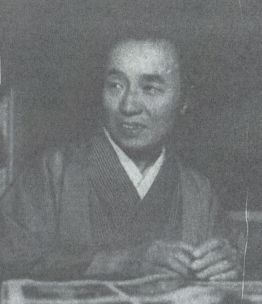
主婦連合会会長、奥むめお(1895-1997)誕生。割烹着としゃもじを旗印に消費者、婦人運動に務めた。

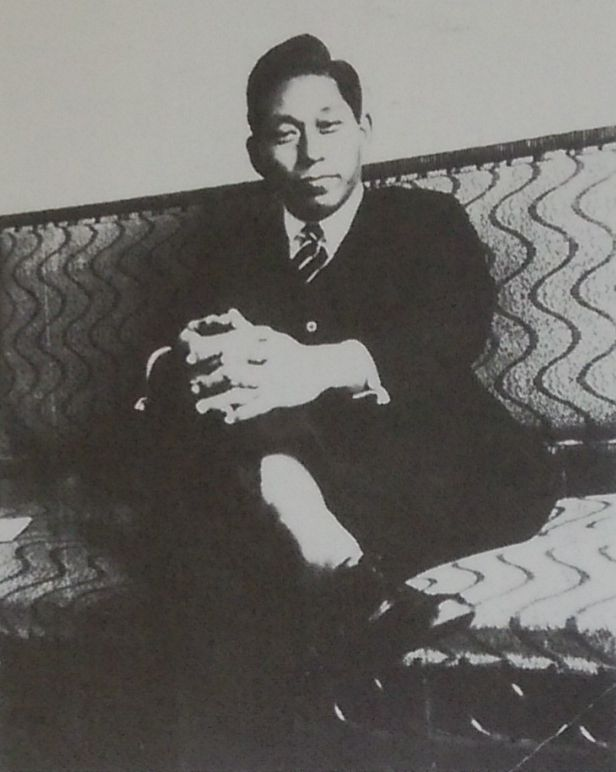
逓信省技官から戦後議員となった松前重義(1901-1991)誕生。

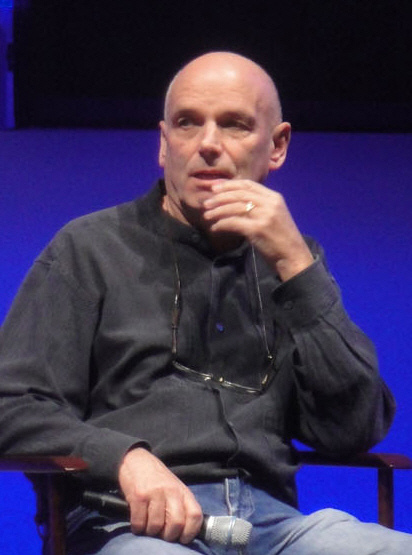
ニュージーランド出身の映画監督、マーティン・キャンベル(1943-)誕生。

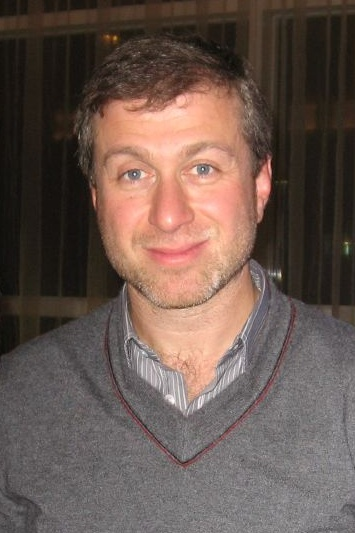
チェルシーFCオーナーにして、ロシアの石油王、ロマン・アブラモヴィッチ(1966-)誕生。

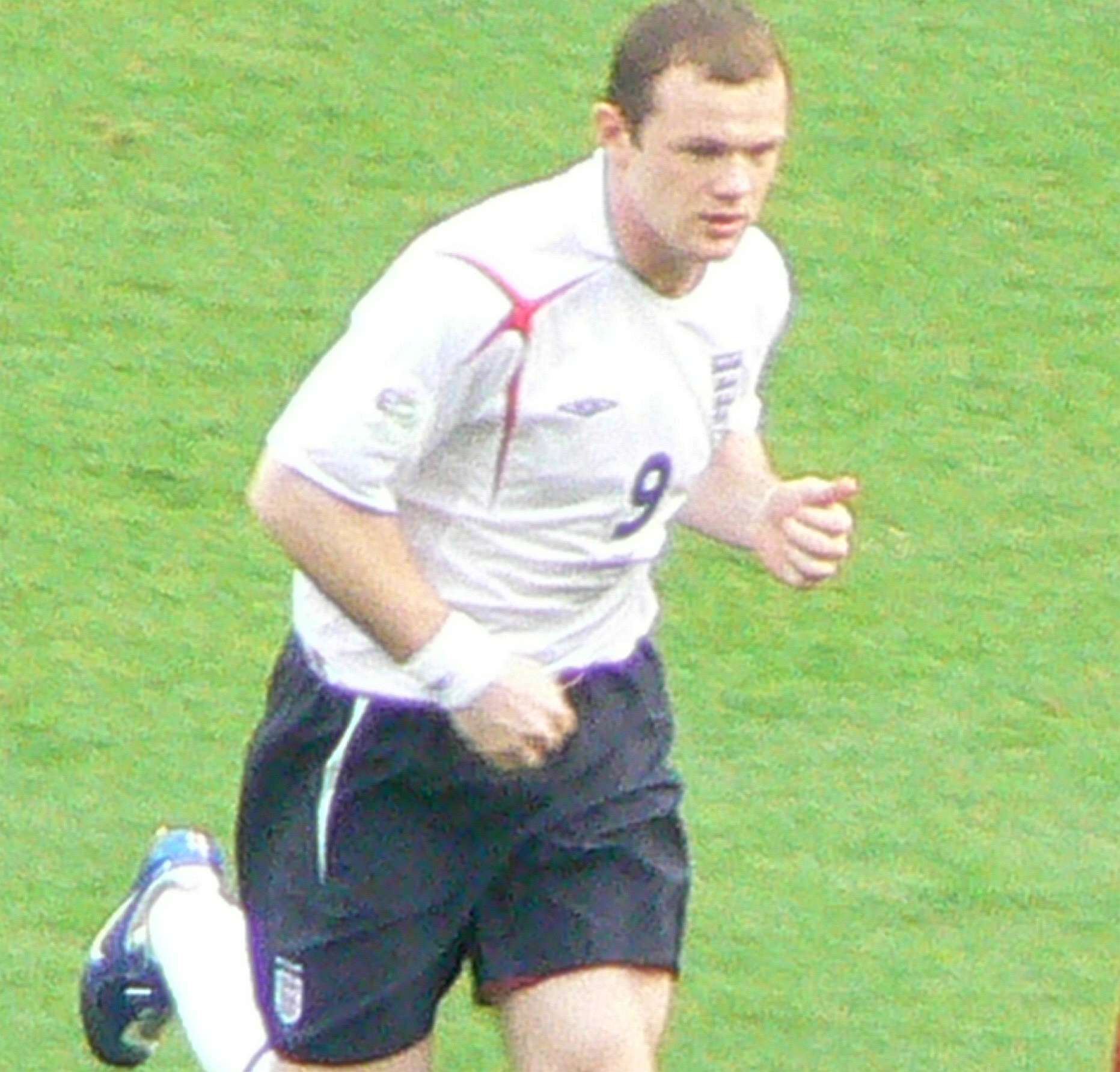
サッカーイングランド代表フォワード、ウェイン・ルーニー(1985-)誕生。

- 51年 - ドミティアヌス、ローマ皇帝（+ 96年）
- 1435年 - アンドレア・デッラ・ロッビア、彫刻家（+ 1525年）
- 1632年 - アントニ・ファン・レーウェンフック、博物学者（+ 1723年）
- 1701年 - ロバート・スペンサー (第4代サンダーランド伯)、イギリスの貴族（+ 1729年）
- 1726年（享保11年9月29日） - 松前資広、蝦夷地松前藩主（+ 1765年）
- 1763年（宝暦13年9月18日） - 土方雄貞、伊勢国菰野藩主（+ 1782年）
- 1770年 - カルロ・エマヌエーレ・ディ・サヴォイア＝カリニャーノ、貴族（+ 1800年）
- 1804年 - ヴィルヘルム・ヴェーバー、物理学者（+ 1891年）
- 1817年 - イポリット・メージュ＝ムーリエ（フランス語版、英語版）、化学者、マーガリン発明者（+ 1880年）
- 1820年 - ウジェーヌ・フロマンタン、小説家、画家（+ 1876年）
- 1829年（文政12年9月27日） - 武市瑞山、幕末の志士（+ 1865年）
- 1846年（弘化3年9月5日） - 雨宮敬次郎、実業家（+ 1911年）
- 1855年 - ジェームズ・S・シャーマン、第27代アメリカ合衆国副大統領（+ 1912年）
- 1862年 - ダニエル・スワロフスキー、ガラス製造業者、スワロフスキー創業者（+ 1914年）
- 1863年 - アルノルト・ロゼ、ヴァイオリニスト（+ 1946年）
- 1869年 - 矢橋賢吉、建築家（+ 1927年）
- 1875年 - コンスタンチン・ユオン、画家、舞台デザイナー（+ 1958年）
- 1877年 - 河井彌八、政治家（+ 1960年）
- 1878年 - 田村鎮、大日本帝国陸軍の文官、建築家（+ 1942年）
- 1886年 - グリゴリー・オルジョニキーゼ、ソビエト連邦共産党政治局員（+ 1937年）
- 1891年 - 岡田完二郎、実業家、元富士通社長、元古河鉱業社長（+ 1972年）
- 1891年 - ラファエル・トルヒーヨ、政治家、軍人（+ 1961年）
- 1892年 - マリウス・カサドシュ、ヴァイオリニスト、作曲家（+ 1981年）
- 1892年 - 日名子実三、彫刻家（+ 1945年）
- 1895年 - 奥むめお、婦人運動家、政治家（+ 1997年）
- 1897年 - 三島一、東洋史学者（+ 1973年）
- 1901年 - 松前重義、東海大学創設者（+ 1991年）
- 1902年 - 木村四郎七、外交官（+ 1996年）
- 1907年 - ブルーノ・ムナーリ、美術家（+ 1998年）
- 1908年 - ツゾー・ウィルソン、地球物理学者、地質学者（+ 1993年）
- 1909年 - ビル・カー、陸上競技選手（+ 1966年）
- 1911年 - サニー・テリー、ブルース歌手、ハーモニカ奏者（+ 1986年）
- 1912年 - ヘルマン・グラーフ、ドイツ空軍のエース・パイロット（+ 1988年）
- 1916年 - ピエール・サンカン、ピアニスト、作曲家、指揮者（+ 2008年）
- 1916年 - 瀬川伸、歌手（+ 2004年）
- 1916年 - 大塚正士、実業家（+ 2000年）
- 1917年 - 遠山あき、作家（+ 2015年）
- 1918年 - 正力亨、実業家、読売ジャイアンツ初代オーナー（+ 2011年）
- 1922年 - 毛岸英、毛沢東の長男（+ 1950年）
- 1925年 - エドウィン・マクレラン、日本文学研究者（+ 2009年）
- 1927年 - ジルベール・ベコー、歌手、作曲家、ピアニスト、俳優（+ 2001年）
- 1929年 - 高松英郎、俳優（+ 2007年）
- 1930年 - ヨハン・ガルトゥング、社会学者、数学者、平和学者（+ 2024年）
- 1931年 - 宇津井健、俳優（+ 2014年）
- 1931年 - ソフィア・グバイドゥーリナ、作曲家（+ 2025年）
- 1932年 - 大溪洗耳、書道家（+ 2003年）
- 1932年 - 佐藤道夫、政治家（+ 2009年）
- 1932年 - 三島淑臣、法哲学者（+ 2015年）
- 1933年 - 渡辺淳一、作家（+ 2014年）
- 1933年 - 上田五千石、俳人（+ 1997年）
- 1934年 - 川本徳三、元プロ野球選手
- 1936年 - 仲木隆司、声優
- 1936年 - ビル・ワイマン、ミュージシャン（元ローリング・ストーンズ）
- 1937年 - 小林カツ代、料理研究家（+ 2014年）
- 1937年 - 千藤幸蔵、三味線奏者、作曲家（+ 2012年）
- 1939年 - 浅井敬壹、合唱指揮者
- 1941年 - 茅野智行、元プロ野球選手
- 1941年 - 岡田武夫、カトリック教会聖職者、カトリック東京大司教区第8代大司教 （+ 2020年）
- 1943年 - マーティン・キャンベル、映画監督
- 1945年 - 光本恵子、歌人
- 1946年 - ジョン・ベティス、作詞家
- 1947年 - 小野寺重之、元野球選手
- 1947年 - 島英二、ギタリスト
- 1947年 - 紫野京子、詩人
- 1947年 - 喜多條忠、作詞家（+ 2021年）
- 1947年 - ケヴィン・クライン、俳優
- 1948年 - 中井和夫、歴史家
- 1948年 - 近藤誠、医師（+ 2022年）
- 1948年 - 高田恭子、歌手
- 1949年 - 横山晴久、元プロ野球選手
- 1949年 - 仲恭司、俳優
- 1950年 - メイ・パン、ジョン・レノンとオノ・ヨーコの元秘書
- 1950年 - 荒井公三、元サッカー選手（+ 2020年）
- 1952年 - 夏樹陽子、女優
- 1952年 - 坂口哲夫、声優
- 1952年 - 山下貴史、官僚、政治家、元北海道深川市長
- 1952年 - 曽根幹子、元走高跳選手、広島市立大学名誉教授
- 1953年 - 中山恵美子、歌手
- 1953年 - 竹村拓、声優
- 1955年 - 岡崎乾二郎、批評家、造形作家
- 1955年 - 遊川和彦、脚本家
- 1955年 - 山口裕子、ハローキティのデザイナー（3代目）
- 1956年 - トニー・ペック、俳優
- 1956年 - 猿橋重利、元騎手
- 1957年 - ロン・ガーデンハイアー、元プロ野球選手、監督
- 1958年 - indies maker、元プロ野球選手、監督
- 1959年 - 田村藤夫、元プロ野球選手
- 1960年 - 有薗芳記、俳優
- 1960年 - B・D・ウォン、俳優
- 1960年 - ヨアヒム・ヴィンケルホック、レーシングドライバー
- 1960年 - 星野敦、彫刻家、芸術家
- 1961年 - 髙橋誠、実業家、KDDI社長
- 1961年 - 井倉光一、歌手、タレント
- 1961年 - 三遊亭好太郎、落語家
- 1961年 - 山極伸之、仏教学者、佛教大学元学長
- 1962年 - アベル・アントン、元マラソン選手
- 1962年 - 山崎進哉、俳優
- 1962年 - ジョヴァンニ・ソッリマ、作曲家、チェリスト
- 1963年 - 中川明仁、元プロ野球選手
- 1964年 - 片岡飛鳥、テレビプロデューサー
- 1964年 - 内藤善弘、作家
- 1965年 - 五十嵐和也、元サッカー選手、指導者
- 1965年 - 松野泰己、ゲームクリエイター
- 1966年 - ロマン・アブラモヴィッチ、実業家、チェルシーFCオーナー
- 1966年 - 山川美由紀、競艇選手
- 1967年 - 山本佐知子、政治家
- 1968年 - 黒柳陽子、キャラクターデザイナー、ゲームクリエイター
- 1969年 - 及川光博、歌手、俳優
- 1969年 - 菊田真紀子、政治家
- 1969年 - 篠崎紀夫、プロゴルファー
- 1969年 - 吉田直、小説家（+ 2004年）
- 1969年 - アーサー・ローズ、元プロ野球選手
- 1970年 - 木村公宣、元アルペンスキー選手、指導者
- 1970年 - ホセ・ルイス・カルデロン、元サッカー選手
- 1971年 - エズ・チェスターズ、ミュージシャン
- 1972年 - ヴァン・ダークホーム、ゲイポルノ俳優
- 1972年 - ルクサンドラ・ドラゴミル、テニス選手
- 1973年 - AKINO、プロレスラー
- 1973年 - ゴリけん、お笑いタレント
- 1974年 - 延友陽子、アナウンサー
- 1975年 - 魁道康弘、元大相撲力士
- 1975年 - 原田幸哉、ボートレーサー
- 1975年 - 千葉公平、お笑い芸人
- 1976年 - 三輪記子、弁護士
- 1976年 - 小島啓、元アイドル（元TOKIO）
- 1976年 - 船引かおり、元バスケットボール選手
- 1977年 - 松井友香、元女優、元タレント
- 1977年 - 飯田利信、声優
- 1978年 - 斉藤美絵子、ミュージカル俳優、バレエダンサー
- 1978年 - クリス・ブーチェック、プロ野球選手
- 1979年 - 和泉由希子、プロ雀士、タレント
- 1980年 - いとうあいこ、元女優、元タレント
- 1980年 - 小島めぐみ、声優
- 1980年 - モニカ、歌手
- 1980年 - マシュー・アモア、元サッカー選手
- 1981年 - 清原紘、漫画家、イラストレーター
- 1981年 - キンタロー。、お笑いタレント、ものまねタレント
- 1981年 - マリカ・シェラワット、女優、モデル
- 1982年 - 伊原凛、元タレント
- 1982年 - ドリュー・トゥサント、プロ野球選手
- 1982年 - 高木修二、競輪選手、元野球選手
- 1983年 - 渡辺舞、アナウンサー
- 1983年 - 山田亮一、音楽家
- 1983年 - クリス・コラベロ、元プロ野球選手
- 1984年 - 木村カエラ、ファッションモデル、歌手
- 1984年 - 浅井未歩、歌手
- 1984年 - 泉正義、元プロ野球選手
- 1985年 - 三谷将太、競輪選手
- 1985年 - 飯山泰行、元スピードスケート選手、元競輪選手
- 1985年 - ウェイン・ルーニー、元サッカー選手、指導者
- 1986年 - 岡本信彦[5]、声優
- 1986年 - 田中えみ、女優、タレント
- 1986年 - いとうりな、レースクイーン
- 1986年 - ドレイク、ラッパー
- 1987年 - 永田しおり、ハンドボール選手
- 1987年 - 広瀬麻知子、元アナウンサー
- 1987年 - チャーリー・ホワイト、フィギュアスケート選手
- 1988年 - 櫻川めぐ、声優
- 1988年 - 樋口和貞、プロレスラー、元大相撲力士北道山和貞
- 1988年 - 鄧卓翔、サッカー選手
- 1989年 - ピューディパイ、YouTuber
- 1989年 - あい、元レスリング選手、総合格闘家
- 1989年 - シェネイ・グライムス、女優
- 1989年 - エリック・ホスマー、元プロ野球選手
- 1989年 - カイル・ロツカー、プロ野球選手
- 1989年 - アブナー・アブレイユ、元プロ野球選手
- 1990年 - 沢田優蘭、陸上競技選手
- 1990年 - 曽田麻衣子、タレント
- 1990年 - よしこ、お笑いタレント（ガンバレルーヤ）
- 1990年 - イルカイ・ギュンドアン、サッカー選手
- 1990年 - ダニロ・ペトルッチ、オートバイレーサー
- 1991年 - 六角彩子、野球選手
- 1991年 - 関口優志、フットサル選手
- 1991年 - 窪真理、女優、タレント
- 1991年 - トルステン・アンデルセン・オース、サッカー選手
- 1992年 - 玉井希絵、ラグビー選手
- 1992年 - 島袋洋奨、元プロ野球選手
- 1992年 - アレクサンダー・ショルツ、サッカー選手
- 1993年 - ワタリ119、お笑い芸人（元キラキラ関係）
- 1993年 - 小林廣輝、元アナウンサー
- 1994年 - 植田直通、サッカー選手
- 1994年 - 青木大、柔道家
- 1994年 - 宇佐美塁大、元プロ野球選手
- 1994年 - クリスタル、歌手、ファッションモデル
- 1994年 - タチヤナ・ノヴィク、フィギュアスケート選手
- 1994年 - ジャレン・ラムジー、アメリカンフットボール選手
- 1995年 - RYOTA.、ミュージシャン（Qyoto）
- 1995年 - 田村心、俳優
- 1995年 - 佐橋嬉香、アナウンサー
- 1996年 - 門脇佳奈子、YouTuber、元タレント（元NMB48）
- 1996年 - 梅津晃大、プロ野球選手
- 1997年 - 曽田陵介、俳優
- 1997年 - ベン・ガンター、ラグビーユニオン選手
- 1997年 - Raye、歌手
- 1998年 - デイヤ、歌手
- 1999年 - 上國料萌衣、アイドル（アンジュルム）
- 2000年 - 高須瑠香、女優
- 2000年 - 福室莉音、女優
- 2000年 - 秋吉優花、アイドル（HKT48）
- 2000年 - 葛西潤、陸上競技選手
- 2001年 - YUUGA、アイドル（元中野風女シスターズ/風男塾(偉舞喜雅名義)）
- 2001年 - 馬場晴也、プロサッカー選手
- 2001年 - 星野恒太朗、プロ野球選手
- 2002年 - Ado、歌手
- 2003年 - 伊藤優絵瑠、アイドル（元HKT48）
- 2003年 - 中井卓大、サッカー選手
- 2003年 - 小鳥ねあ、アイドル（オカシリゾート）
- 2004年 - 前川莉珠、グラビアアイドル、女優
- 2006年 - 佐藤芽、子役
- 生年不詳 - 堤智恵子、ジャズサックス奏者
- 生年不詳 - KO-01、ミュージシャン（GLORY HILL）
- 生年不詳 - 堀澤麻衣子、歌手
- 生年不詳 - 大野真依、歌手、モデル、タレント
- 生年不詳 - 原一博、作曲家
- 生年不詳 - 紫峰七海、女優、宝塚歌劇団花組
- 生年不詳 - Mitha、イラストレーター
- 生年不詳 - 千田浩之、漫画家
- 生年不詳 - 葵ひびき[6]、声優
- 生年不詳 - いずみ綾、声優
- 生年不詳 - 佐藤みゆ希、声優
- 生年不詳 - 沼裕華、声優
- 生年不詳 - 花宮初奈、声優
- 生年不詳 - 日暮哲也、声優
- 生年不詳 - 筆村栄心、声優
- 生年不詳 - 芽衣、声優
- 生年不詳 - 春木のり、元声優

### 人物以外（動物など）
- 2019年 ‐ もちまる、猫（YouTuber「もちまる日記」）

## 忌日

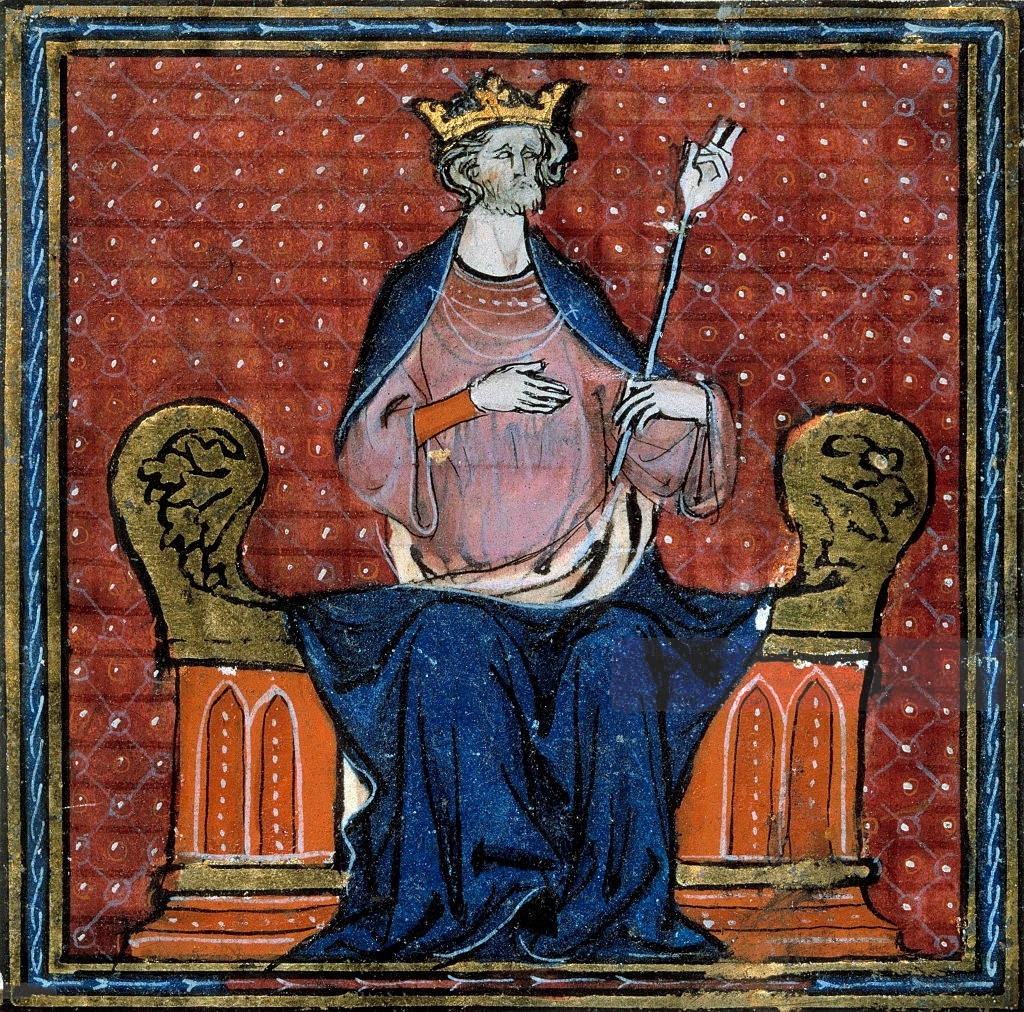
カペー朝初代フランス王、ユーグ・カペー(938頃-996)没

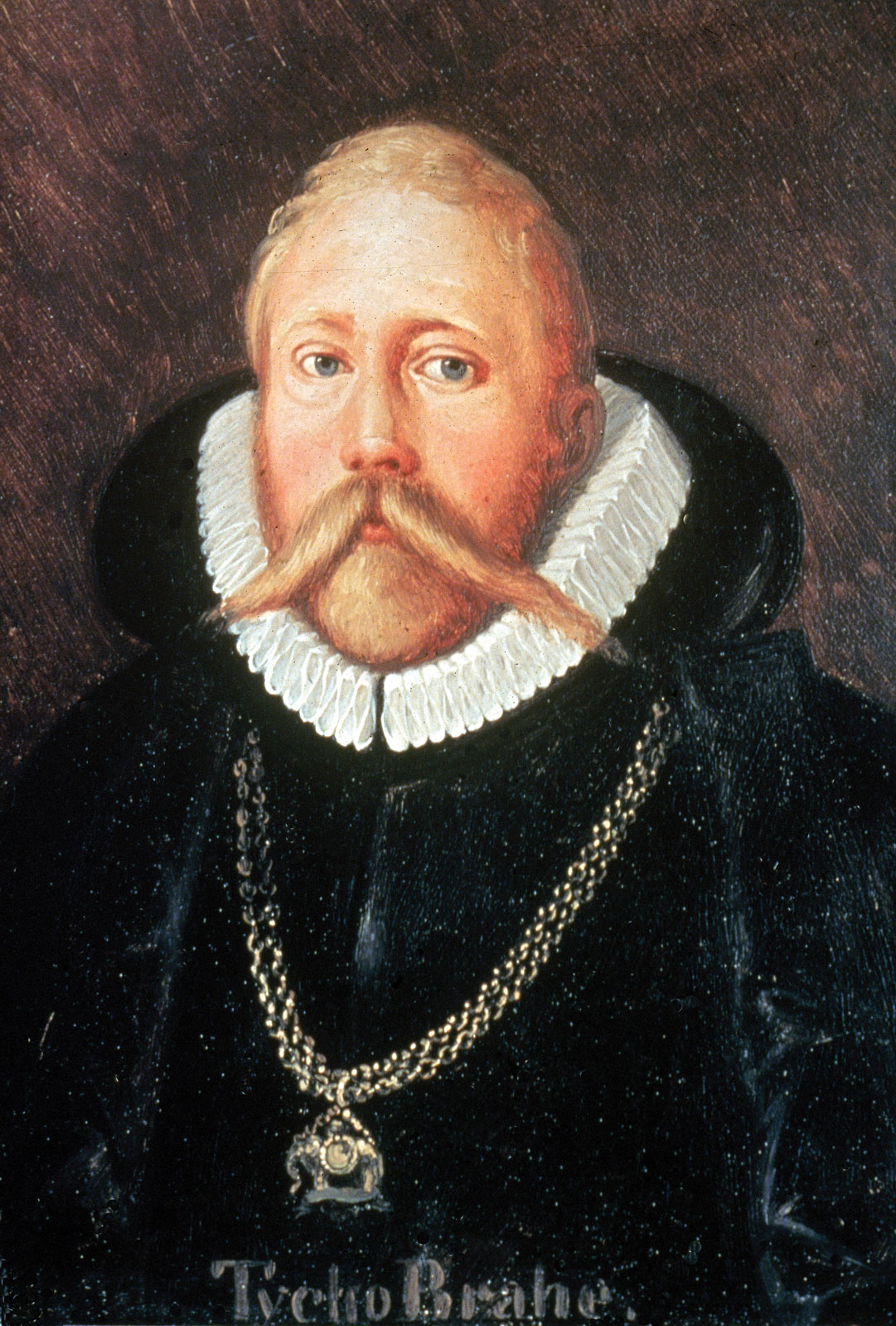
デンマークの天文学者、ティコ・ブラーエ(1546-1601)没

- 996年 - ユーグ・カペー、カペー朝初代フランス王（* 938年頃）
- 1375年 - ヴァルデマー4世、デンマーク王（* 1320年）
- 1521年 - ロバート・フェアファックス（英語版）、作曲家（* 1464年）
- 1537年 - ジェーン・シーモア、イングランド王ヘンリー8世の王妃（* 1509年）
- 1600年（慶長5年9月18日） - 石田正継、戦国武将
- 1601年 - ティコ・ブラーエ、天文学者（* 1546年）
- 1635年 - ヴィルヘルム・シッカート、ヘブライ語学者、世界発の自動計算機作成者（* 1592年）
- 1655年 - ピエール・ガッサンディ、哲学者・数学者、物理学者（* 1592年）
- 1725年 - アレッサンドロ・スカルラッティ、作曲家（* 1660年）
- 1733年 - ヘンリエッタ・チャーチル、マールバラ公（* 1681年）
- 1760年 - ジュゼッペ・マリア・オルランディーニ（英語版）、作曲家（* 1676年）
- 1799年 - カール・ディッタース・フォン・ディッタースドルフ、作曲家（* 1739年）
- 1807年 - マリアーノ・ロッシ（英語版）、画家（* 1731年）
- 1852年 - ダニエル・ウェブスター、アメリカ合衆国国務長官（* 1782年）
- 1892年 - ローベルト・フランツ、作曲家（* 1815年）
- 1898年 - ピエール・ピュヴィス・ド・シャヴァンヌ、画家（* 1824年）
- 1910年 - 山田美妙、小説家、詩人（* 1868年）
- 1917年 - 片山東熊、建築家（* 1854年）
- 1918年 - アレクサンドル・シャルル・ルコック、作曲家（* 1832年）
- 1935年 - ダッチ・シュルツ、ギャング（* 1902年）
- 1938年 - エルンスト・バルラハ、彫刻家、画家、劇作家（* 1870年）
- 1944年 - ルイ・ルノー、実業家、ルノー創業者（* 1877年）
- 1945年 - ヴィドクン・クヴィスリング、ナチス・ドイツ占領下ノルウェーの指導者（* 1887年）
- 1946年 - クルト・ダリューゲ、政治家、秩序警察長官、ナチス親衛隊上級大将（* 1897年）
- 1948年 - フランツ・レハール、作曲家（* 1870年）
- 1950年 - ピストン堀口、プロボクサー（* 1914年）
- 1957年 - クリスチャン・ディオール、ファッションデザイナー（* 1905年）
- 1959年 - ボリス・エイヘンバウム、文芸学者（* 1886年）
- 1971年 - カール・ラッグルズ、作曲家（* 1876年）
- 1972年 - ジャッキー・ロビンソン、プロ野球選手（* 1919年）
- 1974年 - ダヴィッド・オイストラフ、ヴァイオリニスト（* 1908年）
- 1975年 - 清水比庵、歌人、書家（* 1883年）
- 1984年 - 近江正俊、アナウンサー（* 1925年）
- 1985年 - 永田雅一、映画製作者、大毎オリオンズオーナー（* 1906年）
- 1989年 - サヒブ・シハブ、ジャズ・サクソフォーン奏者、フルート奏者（* 1925年）
- 1991年 - ジーン・ロッデンベリー、映画プロデューサー（* 1921年）
- 1992年 - 高田誠、画家（* 1913年）
- 1994年 - ラウル・ジュリア、俳優（* 1940年）
- 1995年 - 森野米三、物理化学者（* 1908年）
- 2001年 - スティーヴン・ワーム、言語学者（* 1922年）
- 2001年 - 菅原加織、俳優（* 1970年）
- 2003年 - 星玲子、女優（* 1915年）
- 2003年 - 井上吉夫、政治家（* 1923年）
- 2004年 - 今井功、 物理学者（* 1914年）
- 2005年 - 根上淳、俳優（* 1923年）
- 2005年 - 岩崎寿男、実業家、元三菱自動車工業常務（* 1914年）
- 2005年 - ローザ・パークス、米国公民権運動活動家（* 1913年）
- 2007年 - 内藤ルネ、イラストレーター（* 1932年）
- 2008年 - 脇本平也、宗教学者、東京大学名誉教授（* 1921年）
- 2009年 - 春山希義、小説家（* 1933年）
- 2009年 - 岩田安生、声優（* 1942年）
- 2009年 - 鈴木貞敏、政治家（* 1925年）
- 2011年 - 北杜夫、小説家（* 1927年）
- 2011年 - 山口健、声優（* 1956年）
- 2011年 - ジョン・マッカーシー、人工知能研究者（* 1927年）
- 2013年 - アントニア・バード、映画監督（* 1959年）
- 2014年 - ムブイレニ・ムラウジ、陸上競技選手（* 1980年）
- 2015年 - モーリン・オハラ、女優（* 1920年）
- 2016年 - ホルヘ・バジェ・イバニェス、政治家、第38代ウルグアイ大統領（* 1927年）
- 2016年 - 中山俊丈、プロ野球選手、監督（* 1935年）
- 2017年 - ファッツ・ドミノ、ミュージシャン（* 1928年）
- 2018年 - 三笑亭笑三、落語家（* 1925年）
- 2019年 - 八千草薫、女優（* 1931年）
- 2023年 - 一城みゆ希、声優（* 1947年）
- 2023年 - 蟷螂襲、俳優（* 1958年）

## 記念日・年中行事
- 霜降（ 日本）
二十四節気の1つ。太陽の黄経が210度の時で、露が冷気によって霜となって降り始めるころ。
- 国連の日
1945年10月24日、ソ連が国際連合憲章を批准し、発効に必要な20国の批准が得られたため国連憲章が発効し、国際連合が発足したことに由来。国際デーの一つ。
- 世界開発情報の日
  - 1972年の国連総会で制定された国際デー。1970年のこの日、「第2次国連開発の10年のための国際開発戦略」が採択されたことを記念。
- 独立記念日（ ザンビア）
1964年のこの日、にアフリカのイギリス領北ローデシアがザンビア共和国として独立した。
- ツーバイフォー住宅の日（ 日本）
日本ツーバイフォー建築協会が制定。10月が住宅月間（現在は住生活月間）であり、当面のツーバイフォー住宅の年間建設戸数を10万戸とする目標を設定、24日はツーバイフォー（2×4）に掛けたもの。
- 文鳥の日（ 日本）
10月が手乗り文鳥の雛が出廻る時期であることと、「て（10）に（2）し（4）あわせ」（手に幸せ）の語呂合わせから[7]。
- マーガリンの日
マーガリンの発明者イポリット・メージュ＝ムーリエの誕生日であることから。
- 世界ポリオデー[8]